# Billiards World Cup Association
De Billiards World Cup Association (afgekort BWA) was een organisatie voor professioneel carambolebiljart die uitsluitend in de spelsoort driebanden toernooien organiseerde. De bond is opgericht in 1985 en ontketende een revolutie in de wereld van het carambolebiljart qua prijzengeld.
In het begin was deelname alleen mogelijk op uitnodiging, wat er toe leidde dat namens Nederland alleen Rini van Bracht deel mocht nemen. In 1990 kwam er in Dick Jaspers een tweede Nederlander bij. In 1991 werd het wereldbekercircuit opengesteld voor alle spelers die wilden deelnemen. Na betaling van inschrijfgeld mocht iedereen meedoen aan de voorrondes en proberen om het hoofdtoernooi te halen.
Begin 1999 werd de bond opgeheven, waarna de spelers terugkeerden naar de UMB. Voor de individuele kampioenen van het wereldbeker, zie hier.